# ベン・ネヴィス蒸溜所
ベン・ネヴィス蒸溜所（英語: Ben Nevis Distillery）は、ベン・ネヴィス10年、ベン・ネヴィス21年などのウイスキーを製造するスコットランドの蒸留所である。熟成期間の中心は10年ほどである。いくつかのカスク・フィニッシュ、限定版、ブラックアダーやダグラス・レインなどの独立瓶詰業者をもっている。イギリス諸島最高峰のベン・ネビス山の麓、フォート・ウィリアムのロッキー・ブリッジに位置している。ウエストハイランド地域の沿岸の蒸溜所で、コイレ・レイス（Coire Leis）やコイレ・ナ・システ（Coire na’Ciste）と呼ばれる水源から流れるオルト・ナ・ヴーリン（Allt a’Mhuilinn）と呼ばれる小川から水を引いている。

## 歴史
ベン・ネヴィス蒸溜所は1825年にジョン・マクドナルドによって設立された。彼はアーガイルの西スコットランド王国の領主の子孫であり、身長が193cmと高かったことからロングジョンと呼ばれた。後に彼の名に因むブレンデッドスコッチウイスキー「ロングジョン（Long John）」が作られている。1856年のロングジョンの死後は所有権が息子であったドナルド・マクドナルドに移った。2箇所目の蒸溜所が1878年に近郊に立てられネヴィス蒸溜所と名づけられた。拡大する需要に追いつくための試みとして、2つの蒸溜所は最終的に20世紀の始めに1つに統合された。
1955年、蒸溜所はジョセフ・ホブスが主導する新しい所有者によって取得された。ホブスの所有時代には連続蒸留の実験に参入し、蒸溜塔を導入、蒸溜塔は26年にわたって維持され、同蒸溜所はモルトウイスキーとグレーンウイスキーを同時に生産する業者としては、古参の企業の1つとなった。その後一度生産を停止するが（生産停止は1978年とも1981年とも言われ、時期が定かではない）、1981年にウィットブレッドが先行して同社傘下となっていた「ロングジョン」を通じて蒸溜所を買収。1984年より生産を再開するものの、1986年に再び生産を停止するなど、1980年代は不遇の時代が続いた。
1989年に日本のニッカウヰスキー（後にアサヒビールの機能子会社を経てアサヒグループホールディングスの機能子会社となる）がベン・ネヴィス蒸溜所を取得した。なおこの時、「ロングジョン」はビーフィーター・ジンと共にアライド・グループ（Allied Group）に売却されており、以後は関係がなくなっている（その後の買収により、2022年現在「ロングジョン」はペルノ・リカールの傘下であり、日本ではサントリーホールディングスの関連子会社のサントリーアライドが輸入代行し、同サントリーホールディングスの関連子会社のサントリースピリッツ、およびサントリー酒類〈新法人〉が合同で輸入販売している）。1991年には、ビジターセンターとカフェが一般向けに開かれた。

## ギャラリー

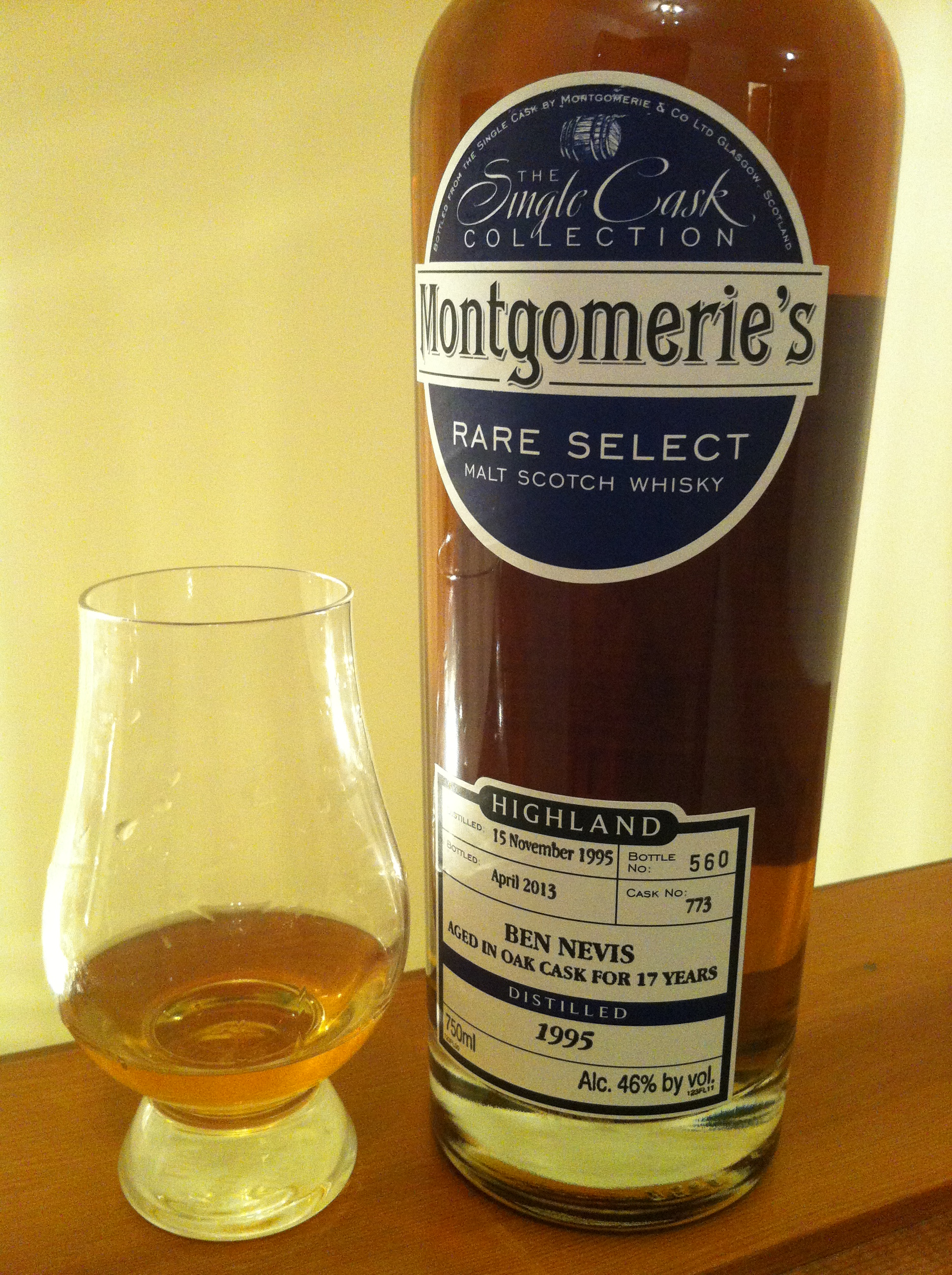
独立ボトラーのベン・ネヴィス蒸溜所産樽17年。
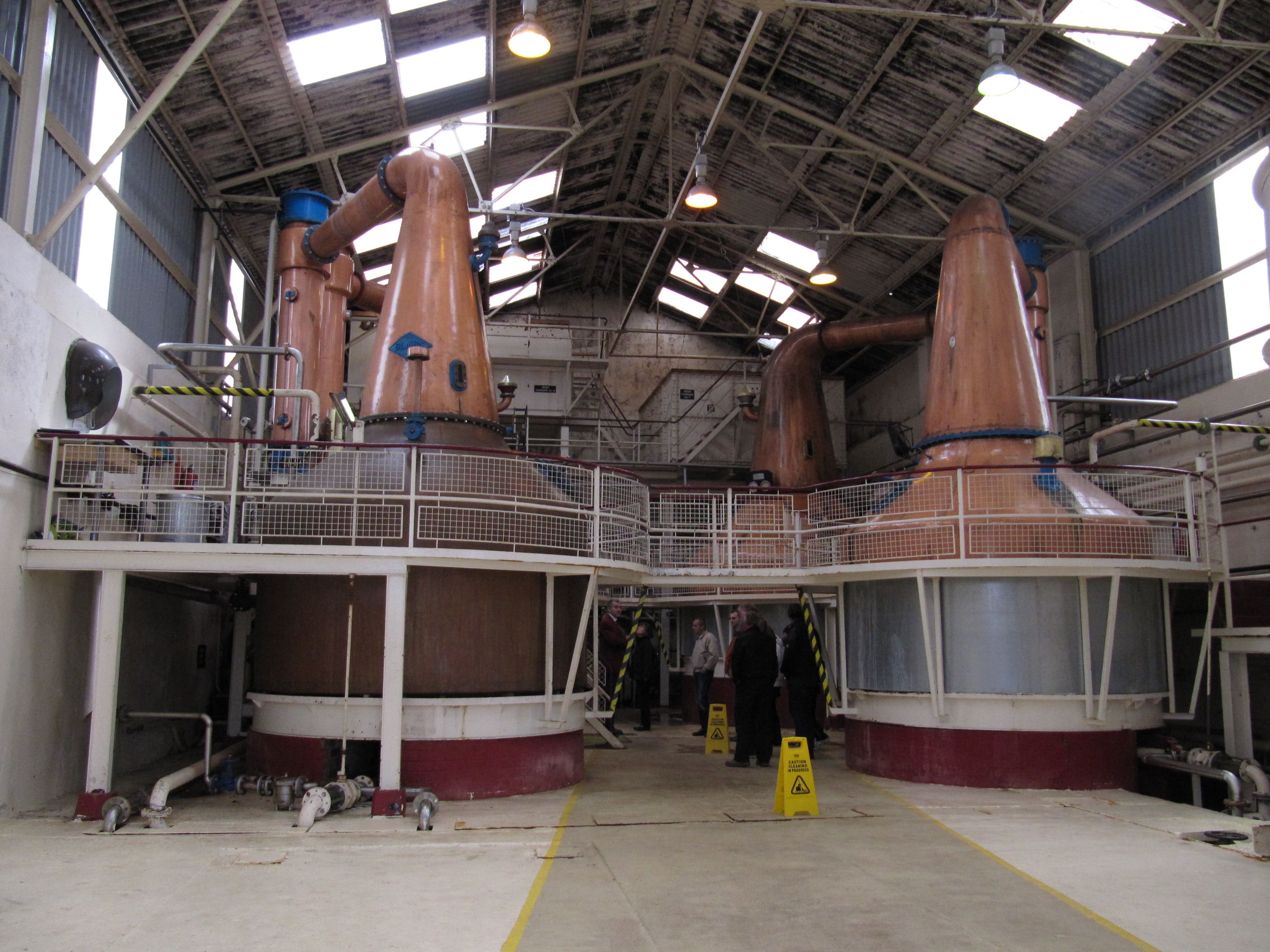
ベン・ネヴィス蒸溜所の単式蒸留器(ポットスチル) 2012年5月。
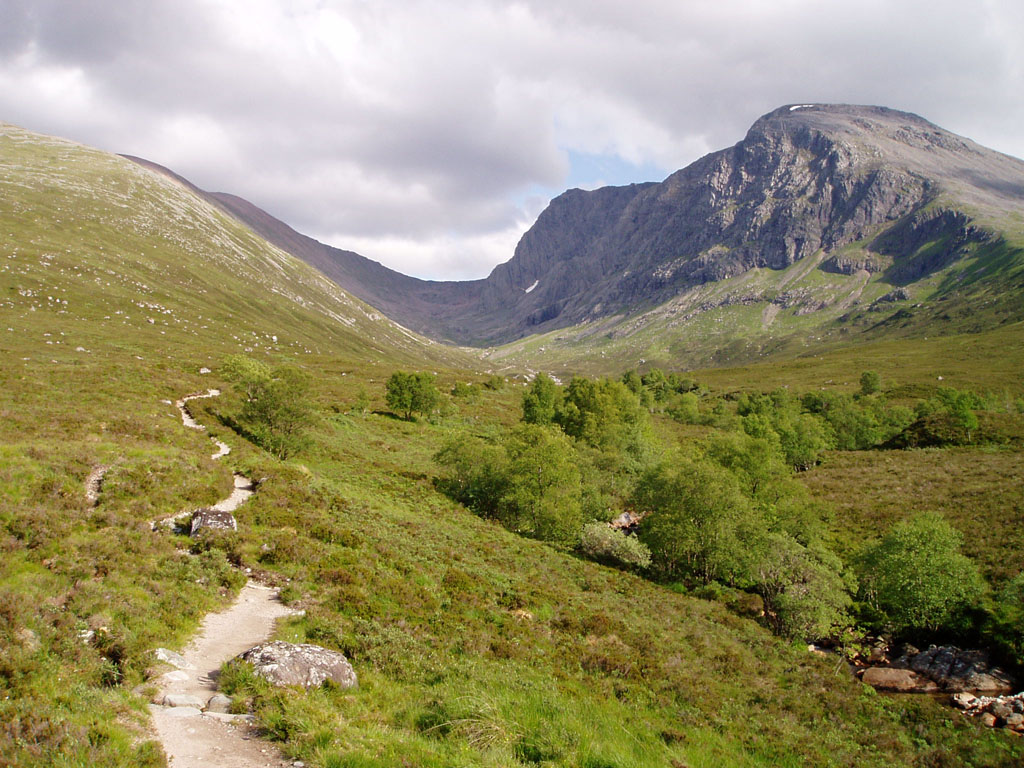
コイレ・レイスから流れるオルト・ナ・ヴーリン。